# 친문
친문(親文)은 대한민국의 제19대 대통령인 문재인의 정치적 이념을 따르는 지지자들이나 그의 측근이었던 정치세력을 지칭하는 단어이다.

## 같이 보기
- 문재인
- 문재인 정부
- 친노
- 노무현
- 이해찬
- 시민통합당
- 민주통합당
- 더불어민주당